# Козловский сельсовет (Астраханская область)
Козло́вский сельсове́т — муниципальное образование в составе Володарского района Астраханской области, Российская Федерация. Административный центр — село Козлово.

## Географическое положение
Территориально МО «Козловский сельсовет» граничит с Красноярским районом, с территорией Денгизского района Атырауской области Республики Казахстан, МО «Новокрасинский сельсовет», МО «Марфинский сельсовет», МО «Калининский сельсовет», МО «Мултановский сельсовет», МО «Большемогойский сельсовет», МО «Актюбинский сельсовет», МО «Поселок Володарский».
Расстояние до Астрахани составляет 55 км.

## История
Решением Астраханского облисполкома от 30 июня 1964 года был образован Козловский сельский Совет народных депутатов трудящихся в селе Козлово Красноярского района Астраханской области. С 12 января 1965 года в связи с образованием Володарского района Козловский сельский Совет вошел в его состав. С 7 октября 1977 г. в связи с принятием новой Конституции Козловский сельский Совет депутатов трудящихся стал именоваться Советом народных депутатов.
Муниципальное образование «Козловский сельсовет» зарегистрировано Управлением юстиции Астраханской области 2 декабря 1996 года № 71.

## Население
Динамика численности населения сельсовета:
| Человек/Год     | 2002 год | 2003 год | 2004 год | 2005 год | 01.01.2012 года |
| Всего           | 4273     | 4430     | 4538     | 4566     | 4658            |
| — из них мужчин | 2217     | 2213     | 2280     | 2224     | 2297            |
| — из них женщин | 2056     | 2217     | 2258     | 2342     | 2361            |
| --------------- | -------- | -------- | -------- | -------- | --------------- |

| 2010  | 2012  | 2013  | 2014  | 2015  | 2016  | 2017  |
| ----- | ----- | ----- | ----- | ----- | ----- | ----- |
| 4600  | ↗4647 | ↗4679 | ↗4699 | ↗4712 | ↗4733 | ↗4741 |
| 2018  | 2019  | 2020  | 2021  |       |       |       |
| ↗4750 | ↗4756 | ↘4695 | ↘3899 |       |       |       |

## Состав
В состав поселения входят следующие населённые пункты:
| Населённый пункт        | Население, человек (на 01.01.2012 г.) |
| ----------------------- | ------------------------------------- |
| Шагано-Кондаковка, село | 322                                   |
| Диановка, посёлок       | 101                                   |
| Тюрино, село            | 493                                   |
| Самойловский, село      | 153                                   |
| Ямное, село             | 258                                   |
| Разбугорье, село        | 437                                   |

Кроме того, в сельсовет входят (население на 2010 год): село Козлово (1834 чел.), село Мешково (118 чел.) и посёлок Паромный (868 чел.).

## Хозяйство
По состоянию на 2005 год, в сельсовете 987 хозяйств, в том числе 1 сельхозпредприятие, 982 личных подсобных хозяйства, 7 фермерских хозяйств. Поголовье скота и птицы: крупный рогатый скот — 2826 голов, 1013 голов овец и коз, 298 птиц, 159 лошадей.
По состоянию на 2011 год на территории с. Козлово действуют: СПК «Марфинский», 12 фермерских хозяйств, 24 торговых точки, 15 предпринимателей осуществляют свою деятельность.

## Объекты социальной сферы
Объектами социальной инфраструктуры являются 6 общеобразовательных школ, 1 детский сад, 2 библиотеки, 5 клубных учреждений, 1 детская музыкальная школа, 3 фельдшерско-акушерских пункта, телефонная станция, 2 почтовых отделения.